# سعاد ناجي العزاوي
سعاد ناجي العزاوي (English: Souad Naji Al-Azzawi) هي باحثة عراقية، ومهندسة بيئية حائزة جوائز في عدة تخصصات هندسية، بالإضافة إلى تأسيسها ومساهمتها في تأسيس مؤسسات بحثية وأكاديمية متعددة في العراق. لديها أكثر من 50 ورقة علمية منشورة حول موضوعات تتضمن تحلية المياه ونمذجة انتشار النفايات الخطرة وتلوث اليورانيوم المنضب من بين أمور أخرى، وهي عضوة فاعلة في المجتمع العلمي الدولي والعراقي.

## التعليم
تخرجت العزاوي بدرجة بكالوريوس في الهندسة المدنية من جامعة الموصل، العراق (1971- 1976). بعد أن أمضت 6 سنوات في عدة وظائف في الهندسة الإنشائية والتصميمية، ثم انتقلت إلى الولايات المتحدة الأمريكية لمتابعة درجة الماجستير. حصلت العزاوي على درجة الماجستير في الهندسة الجيوتقنية من جامعة كولورادو للمناجم ، غولدن، كولورادو، الولايات المتحدة الأمريكية (1983- 1986)، تلتها على الفور شهادة الدكتوراه في الهندسة البيئية الجيولوجية (1986- 1989) من خلال أطروحة بعنوان: 
«نهج متكامل لقياس معاملات عدم التجانس ونمذجة انتقال الملوثات في المياه الجوفية تحت سطح الأرض بثلاثة أبعاد».

## العمل المهني والأكاديمي
درست العزاوي الهندسة الجيولوجية والبيئية في الولايات المتحدة الأمريكية، ثم عادت إلى العراق مباشرة قبل حرب الخليج الثانية لتُعين كعضو هيئة تدريس في قسم الهندسة المدنية، كلية الهندسة، جامعة بغداد، 1991- 1996 قامت خلالها بتدريس عدة مواضيع فيه لطلبة المراحل الدراسات الجامعية الأولية والدراسات العليا.
عُيّنت مساعدة عميد الشؤون العلمية في كلية الهندسة، جامعة بغداد من 1995-1996. في العام 1996 تم تعيينها مديرة لمركز دراسات إعادة التعمير، في كلية الهندسة، جامعة بغداد لمدة 4 سنوات.
في العام 1997، عيّنت رئيسة لقسم الهندسة البيئية للبحوث والدراسات العليا، كلية الهندسة، جامعة بغداد. كانت خلالها مديرة مكتب الاستشارات البيئية في الجامعة نفسها، والمشرفة على برنامج الماجستير والدكتوراه الذي أصبح لاحقاً قسم الهندسة البيئية للدراسات العليا بحلول العام 2000. وشمل عملها في مكتب الاستشارات البيئية الإشراف على المشاريع والدراسات المتعلقة بالهندسة البيئية مثل مشاريع الاستكشافات البيئية الخاصة لاختيار مواقع النفايات الخطرة ومشاكل تلوث المياه السطحية والجوفية والتحكم فيها وتقييم المخاطر المتعلقة بالتلوث البيئي وبيانات التأثير البيئي وإدارة موارد المياه.
تم إجراء الجزء الأكبر من مجموعة الأبحاث التي نشرتها الدكتورة سعاد ضمن تعيينها كعضو هيئة تدريس في كلية الهندسة، جامعة بغداد من 1991 إلى 2003.
ترأست العزاوي اللجنة المكلفة بتأسيس كلية الخوارزمي الهندسية للتكنولوجيا المتقدمة، جامعة بغداد، وعينت لاحقًا أول عميدة للكلية في العام 2001.
أدوار أخرى ساهمت العزاوي في المجتمع العلمي منها:
- أستاذة مشاركة في الهندسة البيئية
- عضوة في AEG في الولايات المتحدة الأمريكية
- عضوة مجلس إدارة الجمعية الهندسية العراقية
- عضوة في جمعية الموارد المائية العراقية
- عضوة في جمعية الأكاديميين العراقيين
- عضوة الاتحاد الهندسي العراقي
- عضوة لجنة التحرير في مجلة الهندسة العلمية من 1996-2002
- رئيسة تحرير مجلة إعادة الإعمار في جامعة بغداد من 1996-2000

## جوائز
تعدّ العزاوي شخصية بارزة ورائدة في مجال الهندسة البيئية في العراق لحصولها على العديد من الجوائز الوطنية والدولية عن مساهماتها العديدة في العلوم.
من أبرز ما ساهمت فيه د. العزاوي مجموعة أبحاث مع ستة باحثين آخرين بإجراء مسح حول الإشعاع في التربة والهواء والماء في جنوب العراق. أظهر بحثها أن الأشخاص في العراق يعانون من آثار استخدام اليورانيوم المنضب أثناء حرب الخليج الثانية بالإضافة إلى أضرار العقوبات الأمريكية عند فرض الحصار الاقتصادي على العراق والتي أدت إلى ضعف الجهاز المناعي لدى المواطن العراقي الذي بدوره جعل الناس أكثر عرضة للأضرار الناجمة عن المواد المشعة، كما أسهم الحصار الاقتصادي في منع استيراد المواد والأجهزة الطبية في عدم قدرتهم على تلقي العلاج الطبي المناسب الذي ساهم في وفاتهم.
حصلت د. العزاوي على العديد من الجوائز، منها:
- جائزة الجيوفيزياء من كلية كولورادو للمناجم (الولايات المتحدة الأمريكية) في العام 1988.
- جائزة فان تيل من كلية كولورادو للمناجم (الولايات المتحدة الأمريكية) في العام 1989.
- جائزة أعضاء هيئة التدريس من وزارة التعليم العالي العراقية لمدة ثلاث سنوات متتالية - 2000 و2001 و2002.
- الجائزة الوطنية العراقية للبراءات المتميزة عام 2001.
- جائزة مستقبل خالٍ من الأسلحة النووية العالمية في فئة التعليم، ميونيخ، تشرين الأول (أكتوبر) 2003[18]
- بالإضافة إلى حصولها على برائتي اختراع في تكنولوجيا الهندسة البيئية المتقدمة.[5]